# Le Déjeuner
Pour les articles homonymes, voir Le Déjeuner (Boucher) et Le Déjeuner (Monet).
Le Déjeuner est une huile sur toile du peintre français Gustave Caillebotte (1848-1894) datant de 1876. Elle mesure 52 × 75 cm et se trouve dans une collection particulière.
Le tableau a été classé Trésor National en janvier 2020 .

## Description
Cette toile représente une scène de déjeuner dans la salle à manger de l'hôtel particulier familial des Caillebotte à Paris au 77 rue de Miromesnil, maison aujourd'hui disparue. On y trouve la mère de l'artiste, Mme Martial Caillebotte, née Céleste Daufresne (1819-1878), se faisant servir par le maître d'hôtel et à droite le frère de l'artiste, René Caillebotte (1851-1876). Ce dernier est également représenté dans une œuvre de son frère cette même année, Jeune homme à la fenêtre de cette même maison ; il meurt brusquement très peu de temps après. Mme Caillebotte est encore en grand deuil car le père de famille, homme d'affaires prospère qui a fait construire cette maison en 1866, est mort à la Noël 1874. L'impression de cette scène est pesante, comme est pesant le décor bourgeois de la salle à manger. Ainsi que le souligne l'historien de l'art Jérôme Coignard : Dans ce tableau, « il [Caillebotte] donne une vision menaçante de la vie bourgeoise ». La pièce est « soigneusement protégée des agressions du monde extérieur par de lourdes tentures qui obstruent partiellement les fenêtres. » La table d'ébène est dressée à l'anglaise sans nappe. L'atmosphère est silencieuse engendrant un sentiment de solitude et « les cristaux semblent jouer une partie d'échecs avec cette famille somnambule, déjà morte. »
Le génie de l'artiste est de nous faire participer à cette scène par la vue en grand angle et l'assiette, possiblement celle du peintre lui-même, laissée vide au premier plan. La lumière provient des fenêtres et se reflète sur les cristaux, les personnages sont à contre-jour. La composition joue sur les cercles, les demi-cercles et les triangles des fenêtres en point de fuite.
Ce tableau a été présenté à la deuxième exposition impressionniste de mars 1876 avec sept autres toiles de Caillebotte : Jeune homme à la fenêtre, deux versions des Raboteurs de parquet, Jeune homme jouant au piano, Après déjeuner et deux vues de jardin. Il a été redécouvert par le public français à l'exposition du Grand Palais de 1994. Il a été exposé en 2011 à Paris au musée Jacquemart-André et à Québec pour l'exposition « Dans l'intimité des frères Caillebotte », avec une cinquantaine d'œuvres de Gustave Caillebotte et cent trente photographies de son frère Martial Caillebotte.